# Nalió
Nalió es una entidad de población española de la parroquia de Báscones, perteneciente al concejo de Grado, en la comunidad autónoma de Asturias.

## Historia
Hacia mediados del siglo XIX, el lugar, ya por entonces perteneciente al municipio de Grado, tenía contabilizada una población de sesenta habitantes. Aparece descrito en el duodécimo volumen del Diccionario geográfico-estadístico-histórico de España y sus posesiones de Ultramar de Pascual Madoz con las siguientes palabras:

NALIÓ: l. en la prov. de Oviedo, ayunt. de Grado y felig. de San Miguel de Bascones. sit. á la izq. del r. llamado de Sama ó Bayo, á la caida de la altura de Somines, un poco mas elevado sobre el nivel del r., mas abajo de Bascones, enfrente del Quejo, y dando vista al sitio de Lliera por donde desagua el r. en el Nalon. terreno calizo y medianamente fértil. prod.: maiz, escanda, habas, patatas y otros frutos. pobl.: 14 vec., 60 hab.
(Madoz, 1849, p. 24)

En 2023, la entidad singular de población tenía empadronados veinticuatro habitantes.